# Heinrich Daniels
Heinrich Daniels (* 3. November 1869 in Eickel; † 30. April 1938 in Berlin-Wilmersdorf) war ein deutscher Jurist und Ministerialbeamter.

## Leben
Heinrich Daniels war ein Sohn des späteren Superintendenten Gelsenkirchen Johannes Daniels (1838–1908) und seiner Frau Bertha, geb. Nieden.
Daniels besuchte das Gymnasium Bochum und studierte an den Universitäten Tübingen und Berlin. Er war Mitglied der Studentenverbindung ATV Arminia zu Tübingen im ATB.
Am 24. November 1890 wurde er Referendar. Ab 24. Dezember 1894 war er Gerichtsassessor und später Justiziar und Verwaltungsrat im Konsistorium und Provinzialschulkollegium Münster. 1902 ging er in der gleichen Position zum Provinzialschulkollegium Posen. Am 26. Januar 1903 wurde er Regierungsrat und wurde im Herbst des gleichen Jahres zusätzlich Syndikus und stellvertretender Kurator der neu gegründeten Akademie zu Posen. Zu dieser Zeit wurde er auch Geschäftsführer der deutschen Gesellschaft für Kunst und Wissenschaft in Posen. Ab dem 3. Juni 1912 war er Direktor des Provinzialschulkollegium Posen und als Oberregierungsrat im Preußischen Kultusministerium. Als Ministerialrat kam er am 1. Februar 1920 in das Reichsministerium des Innern. Ab 1925 war er stellvertretendes Mitglied des Reichsdisziplinarhofs. Daniels ging am 1. September 1928 als Ministerialdirigent in Ruhestand.
Heinrich Daniels war mit Hedwig Daniels, Tochter eines Sanitätsrates Daniels, verheiratet.
Er war Mitarbeiter am Handwörterbuch der Rechtswissenschaft und verfasste auch Beiträge für die Reihe.